# Oscar al miglior soggetto
L'Oscar per il miglior soggetto (Academy Award for Best Story) venne assegnato solamente dal 1929 al 1956 al miglior soggetto.

## Vincitori e candidati
L'elenco mostra il vincitore di ogni anno, seguito dagli scrittori che hanno ricevuto una candidatura. Gli anni indicati sono quelli in cui è stato assegnato il premio e non quello in cui è stato diretto il film. 

### Anni 1920
- 1929
  - Ben Hecht - Le notti di Chicago (Underworld)
  - Lajos Biró - Crepuscolo di gloria (The Last Command)

### Anni 1930
- 1931
  - John Monk Saunders - La squadriglia dell'aurora (The Dawn Patrol)
  - John Bright e Kubec Glasmon - Nemico pubblico (The Public Enemy)
  - Rowland Brown - The Doorway to Hell
  - Harry d'Abbadie d'Arrast, Douglas Doty e Donald Ogden Stewart - Laughter
  - Lucien Hubbard e Joseph Jackson - Smart Money

- 1932
  - Frances Marion - Il campione (The Champ)
  - Lucien Hubbard - The Star Witness
  - Grover Jones e William Slavens McNutt - Cuore d'amanti (Lady and Gent)
  - Adela Rogers St. Johns e Jane Murfin - A che prezzo Hollywood? (What Price Hollywood?)

- 1934
  - Robert Lord - Amanti senza domani (One Way Passage)
  - Frances Marion - L'idolo delle donne (The Prizefighter and the Lady)
  - Charles MacArthur - Rasputin e l'imperatrice (Rasputin and the Empress)

- 1935
  - Arthur Caesar - Le due strade (Manhattan Melodrama)
  - Mauri Grashin - Il rifugio (Hide-Out)
  - Norman Krasna - La ragazza più ricca del mondo (The Richest Girl in the World)

- 1936
  - Ben Hecht e Charles MacArthur - The Scoundrel
  - Moss Hart - Follie di Broadway 1936 (Broadway Melody of 1936)
  - Gregory Rogers - La pattuglia dei senza paura (G-Men)
  - Don Hartman e Stephen Avery - L'allegro inganno (The Gay Deception)

- 1937
  - Pierre Collings e Sheridan Gibney - La vita del dottor Pasteur (The Story of Louis Pasteur)
  - Norman Krasna - Furia (Fury)
  - William Anthony McGuire - Il Paradiso delle fanciulle (The Great Ziegfeld)
  - Adele Comandini - Tre ragazze in gamba (Three Smart Girls)
  - Robert Hopkins - San Francisco

- 1938
  - William A. Wellman e Robert Carson - È nata una stella (A Star Is Born)
  - Robert Lord - Legione nera (Black Legion)
  - Niven Busch - L'incendio di Chicago (In Old Chicago)
  - Heinz Herald e Geza Herczeg - Emilio Zola (The Life of Emile Zola)
  - Hans Kraly - Cento uomini e una ragazza (One Hundred Men and a Girl)

- 1939
  - Dore Schary e Eleanore Griffin - La città dei ragazzi (Boys Town)
  - Irving Berlin - La grande strada bianca (Alexander's Ragtime Band)
  - John Howard Lawson - Marco il ribelle (Blockade)
  - Rowland Brown - Gli angeli con la faccia sporca (Angels with Dirty Faces)
  - Marcella Burke e Frederick Kohner - Pazza per la musica (Mad about Music)
  - Frank Wead - Arditi dell'aria (Test Pilot)

### Anni 1940
- 1940
  - Lewis R. Foster - Mr. Smith va a Washington (Mr. Smith Goes to Washington)
  - Felix Jackson - Situazione imbarazzante (Bachelor Mother)
  - Mildred Cram e Leo McCarey - Un grande amore (Love Affair)
  - Melchior Lengyel - Ninotchka
  - Lamar Trotti - Alba di gloria (Young Mr. Lincoln)

- 1941
  - Benjamin Glazer e John Toldy - Arrivederci in Francia (Arise, My Love)
  - Walter Reisch - Corrispondente X (Comrade X)
  - Hugo Butler e Dore Schary - Il romanzo di una vita (Edison, the Man)
  - Leo McCarey, Bella Spewack e Samuel Spewack - Le mie due mogli (My Favorite Wife)
  - Stuart N. Lake - L'uomo del west (The Westerner)

- 1942
  - Harry Segall - L'inafferrabile signor Jordan (Here Comes Mr. Jordan)
  - Billy Wilder e Thomas Monroe - Colpo di fulmine (Ball of Fire)
  - Monckton Hoffe - Lady Eva (The Lady Eve)
  - Richard Connell e Robert Presnell - Arriva John Doe (Meet John Doe)
  - Gordon Wellesley - Night Train to Munich (Night Train to Munich)

- 1943
  - Emeric Pressburger - Gli invasori - 49mo parallelo (The Invaders)
  - Irving Berlin - La taverna dell'allegria (Holiday Inn)
  - Paul Gallico - L'idolo delle folle (The Pride of the Yankees)
  - Sidney Harmon - Un evaso ha bussato alla porta (The Talk of the Town)
  - Robert Buckner - Ribalta di gloria (Yankee Doodle Dandy)

- 1944
  - William Saroyan - La commedia umana (The Human Comedy)
  - Steve Fisher - Destinazione Tokio (Destination Tokyo)
  - Guy Gilpatric - Convoglio verso l'ignoto (Action in the North Atlantic)
  - Robert Russell e Frank Ross - Molta brigata vita beata (The More the Merrier)
  - Gordon McDonell - L'ombra del dubbio (Shadow of a Doubt)

- 1945
  - Leo McCarey - La mia via (Going My Way)
  - Chandler Sprague e David Boehm - Joe il pilota (A Guy Named Joe)
  - John Steinbeck - Prigionieri dell'oceano (Lifeboat)
  - Alfred Neumann e Joseph Than - Nessuno sfuggirà (None Shall Escape)
  - Edward Doherty e Jules Schermer - La famiglia Sullivan (The Sullivans)

- 1946
  - Charles G. Booth - La casa della 92ma strada (The House on 92nd Street)
  - Thomas Monroe e Laszlo Gorog - Gli amori di Susanna (The Affairs of Susan)
  - John Steinbeck e Jack Wagner - L'ombra dell'altro (A Medal for Benny)
  - Alvah Bessie - Obiettivo Burma! (Objective, Burma!)
  - Ernst Marischka - L'eterna armonia (A Song to Remember)

- 1947
  - Clemence Dane - Intermezzo matrimoniale (Vacation from Marriage)
  - Vladimir Pozner - Lo specchio scuro (The Dark Mirror)
  - Jack Patrick - Lo strano amore di Marta Ivers (The Strange Love of Martha Ivers)
  - Victor Trivas - Lo straniero (The Stranger)
  - Charles Brackett - A ciascuno il suo destino (To Each His Own)

- 1948
  - Valentine Davies - Miracolo nella 34ª strada (Miracle on 34th Street)
  - Herbert Clyde Lewis e Frederick Stephani - Accadde nella 5ª strada (It Happened on Fifth Avenue)
  - Georges Chaperot e Rene Wheeler - La gabbia degli usignoli (La cage aux rossignols)
  - Eleazar Lipsky - Il bacio della morte (Kiss of Death)
  - Dorothy Parker e Frank Cavett - Una donna distrusse (Smash-Up - The Story of a Woman)

- 1949
  - Richard Schweizer e David Wechsler - Odissea tragica (The Search)
  - Malvin Wald - La città nuda (The Naked City)
  - Frances Flaherty e Robert Flaherty - La storia della Louisiana (Louisiana Story)
  - Borden Chase - Il fiume rosso (Red River)
  - Emeric Pressburger - Scarpette rosse (The Red Shoes)

### Anni 1950
- 1950
  - Douglas Morrow - Il ritorno del campione (The Stratton Story)
  - Clare Boothe Luc - Le due suore (Come to the Stable)
  - Shirley W. Smith e Valentine Davies - Quando torna primavera (It Happens Every Spring)
  - Virginia Kellogg - La furia umana (White Heat)
  - Harry Brown - Iwo Jima deserto di fuoco (Sands of Iwo Jima)

- 1951
  - Edna Anhalt e Edward Anhalt - Bandiera gialla (Panic in the Streets)
  - Leonard Spigelgass - La strada del mistero (Mystery Street)
  - Giuseppe De Santis e Carlo Lizzani - Riso amaro (Riso amaro)
  - William Bowers e André De Toth - Romantico avventuriero (The Gunfighter)
  - Sy Gomberg - Bill sei grande! (When Willie Comes Marching Home)

- 1952
  - Paul Dehn e James Bernard - Minaccia atomica (Seven Days to Noon)
  - Oscar Millard - Le rane del mare (The Frogmen)
  - Budd Boetticher e Ray Nazarro - L'amante del torero (Bullfighter and the Lady)
  - Alfred Hayes e Stewart Stern - Teresa
  - Robert Riskin e Liam O'Brien - È arrivato lo sposo (Here Comes the Groom)

- 1953
  - Frederic M. Frank, Theodore St. John e Frank Cavett - Il più grande spettacolo del mondo (The Greatest Show on Earth)
  - Leo McCarey - L'amore più grande (My Son John)
  - Martin Goldsmith e Jack Leonard - Le jene di Chicago (The Narrow Margin)
  - Guy Trosper - The Pride of St. Louis
  - Edna Anhalt e Edward Anhalt - Nessuno mi salverà (The Sniper)

- 1954
  - Dalton Trumbo - Vacanze romane (Roman Holiday) (riconosciutogli solo nel 1992)
  - Beirne Lay, Jr. - Il prezzo del dovere (Above and Beyond)
  - Alec Coppel - Il paradiso del Capitano Holland (The Captain's Paradise)
  - Louis L'Amour - Hondo
  - Ray Ashley, Morris Engel e Ruth Orkin - Il piccolo fuggitivo (Little Fugitive)

- 1955
  - Philip Yordan - La lancia che uccide (Broken Lance)
  - Ettore Maria Margadonna - Pane, amore e fantasia (Pane, amore e fantasia)
  - François Boyer - Giochi proibiti (Jeux interdits)
  - Jed Harris e Tom Reed - Gente di notte (Night People)
  - Lamar Trotti - Follie dell'anno (There's No Business Like Show Business)

- 1956
  - Daniel Fuchs - Amami o lasciami (Love Me or Leave Me)
  - Nicholas Ray - Gioventù bruciata (Rebel without a Cause)
  - Joe Connelly e Bob Mosher - La guerra privata del maggiore Benson (The Private War of Major Benson)
  - Jean Marsan, Henry Troyat, Jacques Perret, Henri Verneuil e Raoul Ploquin - Il montone a cinque zampe (Le mouton à cinq pattes)
  - Beirne Lay Jr. - Aquile nell'infinito (Strategic Air Command)

- 1957
  - Dalton Trumbo - La più grande corrida (The Brave One)
  - Leo Katcher - Incantesimo (The Eddy Duchin Story)
  - Edward Bernds e Elwood Ullman - Alta società (High Society)
  - Jean Paul Sartre - Gli orgogliosi (Les orgueilleux)
  - Cesare Zavattini - Umberto D. (Umberto D.)